# Mellösa
Mellösa is een plaats in de gemeente Flen in het landschap Södermanland en de provincie Södermanlands län in Zweden. De plaats heeft 551 inwoners (2005) en een oppervlakte van 88 hectare.

## Verkeer en vervoer
De plaats heeft een station aan de spoorlijn Oxelösund - Sala.